# 2014-es európai parlamenti választás Magyarországon
2014-ben európai parlamenti választást tartottak Magyarországon, mely a harmadik ilyen jellegű voksolás az ország történetében. A szavazás időpontja 2014. május 25-én volt. A választás jelmondata: „Vedd észre. Tégy érte. Légy része.”

## Választási rendszer
A választás egyfordulós listás szavazás, amelyre 5 évente kerül sor. Magyarországon csak pártok indulhatnak a választáson. Az induláshoz a pártoknak 2014. április 22-éig legalább 20 000 érvényes támogató aláírást kellett benyújtaniuk a Nemzeti Választási Bizottsághoz (NVB). Az egész ország egyetlen körzetnek számít. A mandátumok elosztása arányos rendszerben, d’Hondt-módszer segítségével történik. Az egyes listákról a jelöltek a pártok által eredetileg bejelentett sorrendben jutnak mandátumhoz.
Magyarország mandátumainak száma – Horvátország 2013-as EU-csatlakozása és a lisszaboni szerződésben a képviselők számára meghatározott felső korlát miatt – az Európai Tanács 2013. június 28-i határozata alapján 22-ről 21-re csökkent.

## Politikai háttér
Magyarországon hagyományosan belpolitikai témák uralják az EP-kampányt, az Európai Unió működése, eredménye, céljai vagy az alternatív politikai irányok alig-alig kerülnek szóba. Emellett alacsonyabb a részvétel, ami a kisebb pártoknak kedvez. Sok országban ilyenkor az euroszkeptikus pártok törnek előre.
A baloldali Összefogás országgyűlési választási kudarca és szétesése után a benne részt vett pártok a valódi erősorrend meghatározását várták a 2014-es őszi önkormányzati választás előtt.

## Induló pártok
Összesen 37 pártot vett nyilvántartásba jelölőszervezetként az NVB.
| Indulási szándékukat bejelentett pártok |
| --- |
| - A Haza Nem Eladó Mozgalom Párt - Alternatív Magyar Néppárt - Demokratikus Koalíció - Együtt 2014 Párt - Együtt – a Korszakváltók Pártja - Európai Föderalista Párt - Fidesz – Magyar Polgári Szövetség - Független Kisgazda-, Földmunkás- és Polgári Párt - Jobbik Magyarországért Mozgalom - Jólét és Szabadság Demokrata Közösség - Kereszténydemokrata Néppárt - Közösség a Társadalmi Igazságosságért Néppárt (később úgy döntött, hogy mégsem indul) - Lehet Más a Politika - Magyar Demokráciáért és Hazáért Párt - Magyar Gazdaság Párt - Magyar Igazság és Élet Pártja - Magyar Liberális Párt (később úgy döntött, hogy mégsem indul) - Magyar Republikánus Politikai Párt - Magyar Szocialista Párt - Magyarországi Cigányok Fóruma – Összefogás Magyarországért Párt - Magyarországi Cigánypárt - Magyarországi Munkáspárt 2006 – Európai Baloldal - Magyarországi Szociáldemokrata Párt - Modern Magyarország Mozgalom Párt - Nőpárti Együttműködés Pártja - Összefogás a Civilekért Párt - Összefogás Magyarországért Párt - Összefogás Párt - Párbeszéd Magyarországért - Seres Mária Szövetségesei - Szabad Magyarok Pártja - Szociáldemokraták Magyar Polgári Pártja - Tégy! Ne Tűrj Tovább! Párt - Új Dimenzió Párt - Új Magyarország Párt - Vállalkozók Szövetsége a Reformokért - Zöldek Pártja |

A megadott határidőig 9 párt és 2 pártszövetség adta le az aláírásgyűjtő íveket, de a JESZ, a MOMA és az ÚMP esetében nem volt meg a szükséges 20 000 érvényes támogató aláírás. Így csak az alábbi 8 lista közül lehetett választani (zárójelben a szavazólapon szereplő sorrend):
- A Haza Nem Eladó Mozgalom Párt (4.)
- Demokratikus Koalíció (8.)
- Együtt – a Korszakváltók Pártja–Párbeszéd Magyarországért (7.)
- Fidesz – Magyar Polgári Szövetség–Kereszténydemokrata Néppárt (3.)
- Jobbik Magyarországért Mozgalom (5.)
- Lehet Más a Politika (6.)
- Magyar Szocialista Párt (1.)
- Seres Mária Szövetségesei (2.)

A Fidesz és a KDNP az Európai Néppárt (EPP), az MSZP az Európai Szocialisták Pártja (PES), az LMP pedig az Európai Zöld Párt (EGP) tagja. A többi induló szervezet nem rendelkezik európai pártcsaláddal.

## Jelöltek
A pártlistákon szereplő jelöltek (félkövérrel szedve a mandátumot nyert képviselők neve):
| Fidesz–KDNP | MSZP | Jobbik | LMP |
| --- | --- | --- | --- |
| 1. Pelczné Gáll Ildikó 2. Szájer József 3. Tőkés László 4. Deutsch Tamás 5. Gyürk András 6. Gál Kinga 7. Schöpflin György 8. Erdős Norbert 9. Bocskor Andrea 10. Deli Andor 11. Kósa Ádám 12. Hölvényi György 13. Dömötör Csaba 14. Hidvéghi Balázs 15. Tóth Edina 16. Rákossy Balázs 17. Csóti György 18. Szemerkényi Réka 19. Király Nóra 20. Pálffy István 21. Gubík László      | 1. Szanyi Tibor 2. Ujhelyi István 3. Gúr Roland 4. Veres János 5. Gurmai Zita 6. Winkfein Csaba 7. Mudri György 8. Kolozs András 9. Szabó Vilmos 10. Tüttő Kata 11. Jernei Zoltán 12. Pintér Attila 13. Laczik Zoltán 14. Komássy Ákos 15. Mihályi Helga 16. Bihary Gábor 17. Brantmüller László 18. Schmuck Roland 19. Kadia Adrienn 20. Konkoly Marianna                                               | 1. Morvai Krisztina 2. Balczó Zoltán 3. Kovács Béla 4. Staudt Gábor 5. Sipos László 6. Németh Zsolt 7. Varga Géza 8. Árgyelán János 9. Ferenczi Gábor 10. Bernáth Georgina 11. Popély Gyula 12. Bana Tibor 13. Z. Kárpát Dániel 14. Pakusza Zoltán 15. Csányi Tamás 16. Jacek Piotr Misztal 17. Zakó László 18. Dudás Róbert 19. Bencze János 20. Császárné Kollár Tímea 21. Kőszeghy Csanád Ábel | 1. Meszerics Tamás 2. Csiba Katalin 3. Heltai László 4. Gecsei-Tóth Andrea 5. Jakabfy Tamás 6. Hanák Gábor 7. Schmuck Erzsébet 8. Pálvölgyi Miklós 9. Perneczky László 10. Szél Bernadett 11. Prommer Mátyás 12. Rácz Gábor 13. Schábedly Dávid 14. Tarnai Gábor 15. Ungár Péter 16. Zarándy Zoltán 17. Zelenák Adrián |
| Együtt–PM | DK | A Haza Nem Eladó | SMS |
| 1. Bajnai Gordon 2. Jávor Benedek 3. Szelényi Zsuzsanna 4. Krasztev Péter 5. Balázs Péter 6. Dorosz Dávid 7. Benedek Márton 8. Daróczi Gábor 9. Herman Zita 10. Hajdu Nóra 11. Dávid János 12. Szilágyi Péter 13. Sértő Radics István 14. Teket Melinda 15. Borsos Gábor 16. Bátyai Edina 17. Dienes Csilla 18. Szegedi István 19. Szeles András 20. Erőss Gábor 21. Simándi Szelim | 1. Gyurcsány Ferenc 2. Molnár Csaba 3. Niedermüller Péter 4. Kakuk György 5. Kerék-Bárczy Szabolcs 6. Szabó Zoltán 7. Vadai Ágnes 8. Glázer Tímea 9. Gy. Németh Erzsébet 10. Szűcs Erika 11. Vitányi Iván 12. Bauer Tamás 13. Debreczeni József 14. Avarkeszi Dezső 15. Borka-Szász Tamás 16. Élő Norbert 17. Kolber István 18. Nagy-Huszein Tibor 19. Varju László 20. Baracskai József 21. Ficsor Ádám | 1. Kásler Árpád 2. Bálint Zoltán László 3. Uzsokiné Lakó Éva 4. Laukó Lenke 5. Puli Diána Klaudia 6. Tenke János 7. Illés Ákos 8. Orsovai János 9. Balázs Árpád Mátyás 10. Vörös János 11. Kasler Sándor 12. Farkas Gábor 13. Császár Norbert 14. Szendrei Attila 15. Tolnai Tibor 16. Boros Attila 17. Zsibrita András 18. Papp Lajos 19. Téglás Géza 20. Bakos Éva Gyöngyi 21. Ferenczi János   | 1. Tóth Tamás Mihály 2. Tóth Katalin Irén 3. Sándor József 4. Mike Melinda Klaudia 5. Viski Ádám 6. Morvai Sándorné 7. Surányi Tibor 8. Mikusik Jánosné 9. Marton Gergő 10. Kalanovicsné Fábus Éva Zsuzsanna 11. Vadász Ferenc 12. Seres Mária 13. Hermann Henrik 14. Rézműves Anikó 15. Mészáros Norbert 16. Varga Györgyné 17. Chlepkó Tamás 18. Kovács Réka Zsuzsanna 19. Szenftner László 20. Leelőssy Éva 21. Dankó Géza Gábor |

## A kampány

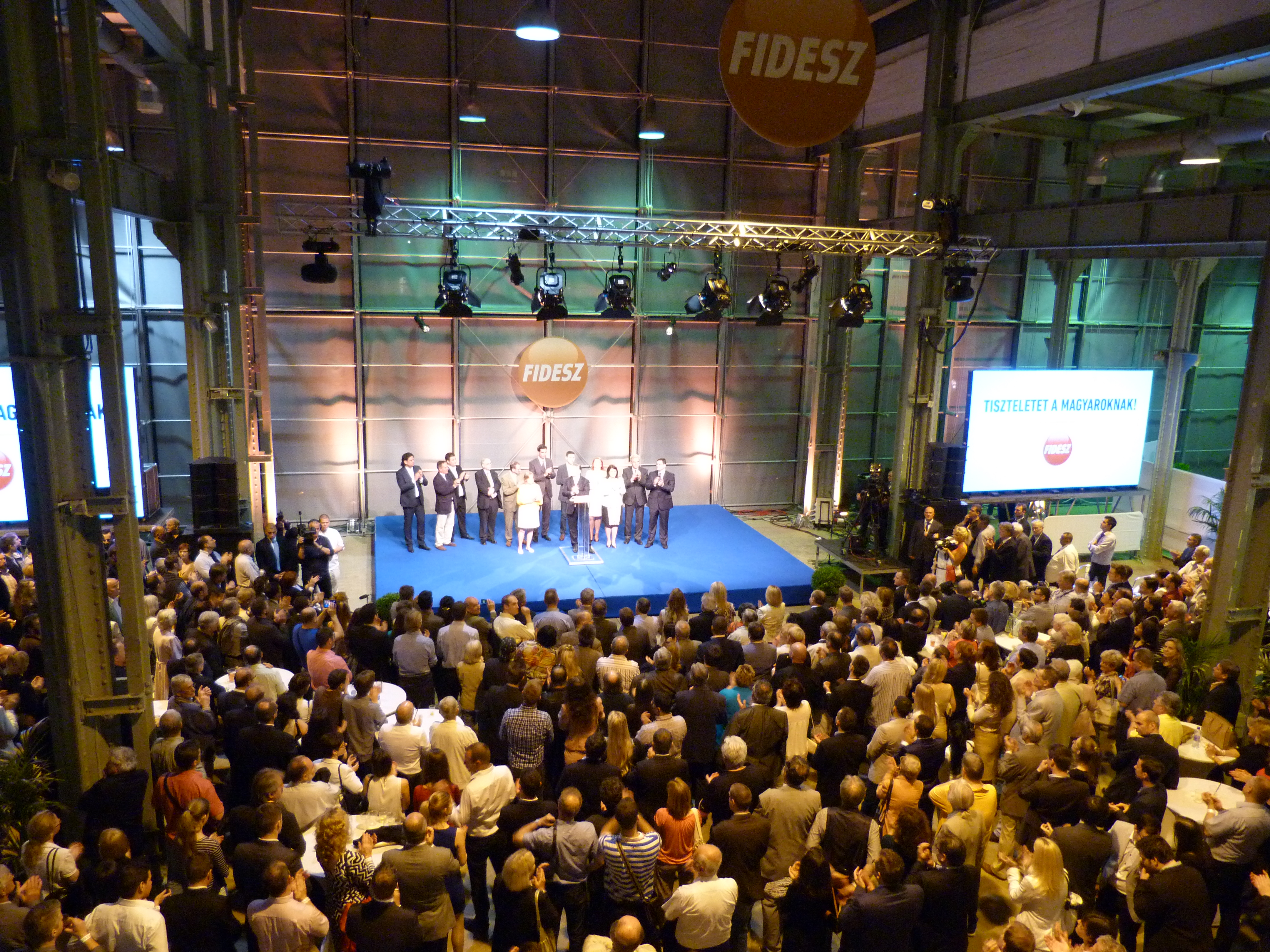
Eredményváró a Millenárison 2014. május 25-én

A kampány a választás előtti 50. napon, 2014. április 5-én indult. A pártok nem kaphattak állami támogatást, ugyanakkor a törvény nem szabályozza a kampányköltségek nagyságát. 2014. május 23-án hat párt listavezetőjének részvételével vitát rendeztek, amelyet az ATV kereskedelmi adó bonyolított le a pártok által előzetesen meghatározott szabályrendszer szerint. A Fidesz és a Demokratikus Koalíció (DK) korábban jelezte, hogy más-más okból kifolyólag, de nem kíván részt venni a vitában.

## Közvélemény-kutatások
Az egyes pártok előzetesen becsült eredménye százalékban:
| Cég                | Dátum                | Párt        | Párt | Párt   | Párt      | Párt | Párt |
| Cég                | Dátum                | Fidesz–KDNP | MSZP | Jobbik | Együtt–PM | DK   | LMP  |
| ------------------ | -------------------- | ----------- | ---- | ------ | --------- | ---- | ---- |
| Ipsos–Tárki–Medián | 2014. január 9–29.   | 48          | 20   | 12     | 5,7       | 6    | 4    |
| Medián             | 2014. április 25-29. | 56          | 14   | 17     | 4         | 2    | 4    |
| Ipsos              | 2014. május          | 56          | 16   | 17     | 3         | 4    | 3    |
| Tárki              | 2014. május 7-15.    | 57          | 17   | 14     | 3         | 5    | 4    |
| Nézőpont Intézet   | 2014. május 14-18.   | 46          | 17   | 15     | 6         | 6    | 8    |

## Előzetes mandátumbecslések
| Cég                | Dátum                | Párt        | Párt | Párt   | Párt      | Párt | Párt |
| Cég                | Dátum                | Fidesz–KDNP | MSZP | Jobbik | Együtt–PM | DK   | LMP  |
| ------------------ | -------------------- | ----------- | ---- | ------ | --------- | ---- | ---- |
| Policy Solutions   | 2013. augusztus      | 10          | 6    | 4      | 1         | –    | –    |
| Voksblog           | 2013. október 29.    | 12          | 5    | 3      | 1         | –    | –    |
| Ipsos–Tárki–Medián | 2014. január 9–29.   | 10          | 4    | 3      | 2         | 2    | –    |
| PollWatch2014      | 2014. április 6.     | 10          | 5    | 5      | –         | –    | 1    |
| Political Capital  | 2014. április 24.    | 11          | 4    | 5      | –         | –    | 1    |
| Medián             | 2014. április 25-29. | 14          | 3    | 4      | –         | –    | –    |
| Nézőpont Intézet   | 2014. május 6-8.     | 11          | 3    | 3      | 2         | –    | 2    |
| Ipsos              | 2014. május          | 13          | 4    | 4      | –         | –    | –    |
| Tárki              | 2014. május 7-15.    | 13          | 4    | 3      | –         | 1    | -    |
| Nézőpont Intézet   | 2014. május 14-18.   | 11          | 4    | 3      | 1         | 1    | 1    |

A Political Capital (PC) elemző és tanácsadó intézet létrehozott egy online EP-mandátumkalkulátort.

## Eredmények
Feldolgozás állása: 100,00% (2014.05.28. 20:36)
| Párt vagy pártszövetség | Párt vagy pártszövetség                                       | Szavazatok | Szavazatok | Mandátumok | Mandátumok | Mandátumok                |
| Párt vagy pártszövetség | Párt vagy pártszövetség                                       | száma      | százalék   | száma      | százalék   | változása 2009-hez képest |
| ----------------------- | ------------------------------------------------------------- | ---------- | ---------- | ---------- | ---------- | ------------------------- |
|                         | Fidesz – Magyar Polgári Szövetség–Kereszténydemokrata Néppárt | 1 193 991  | 51,48      | 12         | 57,14      | –2                        |
|                         | Jobbik Magyarországért Mozgalom                               | 340 287    | 14,67      | 3          | 14,29      | –                         |
|                         | Magyar Szocialista Párt                                       | 252 751    | 10,90      | 2          | 9,52       | –2                        |
|                         | Demokratikus Koalíció                                         | 226 086    | 9,75       | 2          | 9,52       | +2                        |
|                         | Együtt – a Korszakváltók Pártja–Párbeszéd Magyarországért     | 168 076    | 7,25       | 1          | 4,76       | +1                        |
|                         | LMP                                                           | 116 904    | 5,04       | 1          | 4,76       | +1                        |
|                         | A Haza Nem Eladó Mozgalom Párt                                | 12 119     | 0,52       | 0          | 0          | –                         |
|                         | Seres Mária Szövetségesei                                     | 9 279      | 0,40       | 0          | 0          | –                         |
| Összesen                | Összesen                                                      | 2 319 493  | 100        | 21         | 100        |                           |

### Mandátumok az európai parlamenti frakciókban
| Frakció | Frakció                                                 | Mandátumok | Mandátumok                | Pártok         |
| Frakció | Frakció                                                 | száma      | változása 2009-hez képest | Pártok         |
| ------- | ------------------------------------------------------- | ---------- | ------------------------- | -------------- |
|         | Európai Néppárt (Kereszténydemokraták) (EPP)            | 12         | –2                        | Fidesz–KDNP    |
|         | Szocialisták és Demokraták Progresszív Szövetsége (S&D) | 4          | –                         | DK, MSZP       |
|         | Zöldek/Európai Szabad Szövetség (Zöldek/ESS)            | 2          | +2                        | Együtt–PM, LMP |
|         | Független                                               | 3          | –                         | Jobbik         |

## Politikai következmények
Az országgyűlési és az EP-választási vereségért vállalva a felelősséget 2014. május 29-én Mesterházy Attila lemondott az MSZP elnöki és országgyűlési frakcióvezetői posztjáról.

## Kapcsolódó uniós szócikkek
- 2014-es európai parlamenti választás (angolul)
- A várható eredményekről közvéleménykutatás (angolul)

## Lásd még
- Magyar európai parlamenti képviselők 2014–2019